# Nordkazakstan

Lägeskarta

Nordkazakstan (kazakiska: Солтүстік Қазақстан, Soltüstik Qazaqstan) är en provins i norra Kazakstan vid gränsen mot Ryssland med en yta på 123 200 km² och 579 000 invånare (2005). Provinsens huvudstad är Petropavl.